# Харланово (Орловская область)
Харла́ново — село в Дмитровском районе Орловской области. Входит в состав Долбенкинского сельского поселения. 

## География
Расположено в 17 км к юго-востоку от Дмитровска в верховье реки Речицы. Высота над уровнем моря — 248 м. Ближайший населённый пункт — посёлок Кирпичный.

## История
Упоминается как починок Харланов в 1-й половине XVII века среди селений Радогожского стана Комарицкой волости. 
По данным 1649 года деревня Харланово состояла из 19 дворов и была приписана к Долбенкинскому острогу. Местные жители могли укрываться в этой крепости во время набегов крымских татар, а также должны были поддерживать её в обороноспособном состоянии. 
К началу XVIII века в Харланово уже действовал деревянный храм, освящённый в честь Обновления храма Воскресения Христова. К приходу храма, помимо жителей Харланова, было приписано население соседних деревень Авилово и Хальзево. По переписи 1705 года в селе было 48 дворов, проживало 203 человека (из них 51 недоросль, 12 человек на военной службе). По переписи 1707 года здесь было 43 жилых двора, 5 пустых, проживало 212 человек (из них 75 недорослей). 
На протяжении XVIII века село принадлежало дворянам Трубецким и Репниным. Так, в 1763 году за Трубецкими здесь числилось 46 душ мужского пола, за Репниными — 148. Площадь владений Репниных в Харланово составляла 768 четвертей. 5 ноября 1781 года Николай Васильевич Репнин продал своё имение в Комарицкой волости, в том числе и в Харланово, за 5 тысяч рублей князьям Александру, Дмитрию, Якову и княжне Марии Лобановым-Ростовским.
В XIX веке Харланово оставалось владельческим селом. В 1846 году по заказу владельца села, князя Александра Яковлевича Лобанова-Ростовского, здесь была построена каменная церковь Обновления храма Господня в Иерусалиме. В 1853 году в Харланово было 50 дворов, проживало 506 человек (270 мужского пола и 236 женского). В 1866 году в селе было 47 дворов, проживали 514 человек (261 мужского пола и 253 женского), действовали 4 маслобойни. К 1877 году число дворов увеличилось до 95, число жителей — до 567 человек. В 1897 году в селе проживало 834 человека (382 мужского пола и 452 женского); всё население исповедовало православие. В конце XIX — начале XX века село было частью имения великого князя Сергея Александровича. Во время революции 1905 года жители Харланова участвовали в разграблении имения Сергея Александровича в селе Долбёнкино.
В начале XX века из-за роста численности населения и недостатка земли часть жителей Харланова выселилась в посёлок Новоалексеевский.
В 1926 году в селе было 178 крестьянских хозяйств, проживал  1021 человек, действовали школа 1-й ступени и пункт ликвидации неграмотности. В то время Харланово входило в состав Долбенкинского сельсовета Долбенкинской волости Дмитровского уезда. С 1928 года в составе Дмитровского района. На карте 1937 года село обозначено разделённым на несколько частей: собственно Харланово (80 дворов), Гуровка (юго-западная часть, 38 дворов), Павловский (юго-восточная часть, 49 дворов) и Кирпичный (северо-восточная часть, 24 двора). Впоследствии Гуровка и Павловский влились обратно в состав Харланова, а Кирпичный остался отдельным посёлком.
Во время Великой Отечественной войны, с октября 1941 года по август 1943 года, село находилось в зоне немецко-фашистской оккупации (территория Локотского самоуправления). По состоянию на 1945 год в Харланово действовали 2 колхоза: «Ленинская Искра» и имени Карла Маркса. К 1950 году обе артели были объединены в колхоз «Красноармеец».

## Население
| 1853 | 1866 | 1877 | 1897 | 1926  | 1979 | 2002 |
| ---- | ---- | ---- | ---- | ----- | ---- | ---- |
| 506  | ↗514 | ↗567 | ↗834 | ↗1021 | ↘115 | ↘48  |
| 2010 |      |      |      |       |      |      |
| ↘26  |      |      |      |       |      |      |

## Исторические фамилии
Бровкины, Бутиковы, Власиковы, Громенковы, Панфиловы, Разинкины, Сибилевы, Сидоровы, Финаковы, Харлашины, Юровские и другие.

## Персоналии
- Федосюткин, Андрей Дмитриевич (1913—1992) — хозяйственный, государственный и политический деятель. Родился в Харланово.

## Памятники истории и архитектуры
Основная статья: Храм Воскресения Словущего
В селе находится полуразрушенный православный храм Воскресения Словущего 1846 года постройки. Является памятником  градостроительства и архитектуры регионального значения.
Братская могила советских воинов, в боях с фашистскими захватчиками во время Великой Отечественной войны.